# Tina Harris
Tina Harris amerikai énekes és rapper. Leginkább a Sweetbox projekt tagjaként ismert; ő énekelte első nagy sikerüket, az Everything’s Gonna Be Alright című dalt.

## Pályafutása
1997-ben csatlakozott a Roberto Rosan alapította Sweetboxhoz, ahol Dacia Bridges énekesnő helyét vette át. Vele jelent meg a projekt első albuma, amit Európában és Ázsiában Sweetbox címmel adtak ki 1998-ban, Észak-Amerikában Everything’s Gonna Be Alright címen 1999-ben, eltérő számlistával. (Az előző énekesekkel csak kislemezeket jelentettek meg). Az album 47 országban jelent meg és csaknem hárommillió példányban kelt el; Japánban dupla platina- és háromszoros aranylemez lett, és a Sweetbox elnyerte a legjobb nemzetközi előadónak és az év legjobb dalának járó japán Grammy-díjat.
Az albumon szereplő Everything’s Gonna Be Alright című dal, mely Johann Sebastian Bach Air G-húrra című művén alapul, megalapozta a Sweetboxnak azt a jellegzetességét, hogy a klasszikus zenét keveri a modern hangzással. A dal a top 10-be jutott a belga, brit, finn, francia, izraeli, ír, kolumbiai, libanoni, norvég, olasz, osztrák, spanyol, svájci és svéd slágerlistán. Dániában, Hollandiában és Németországban a top 20-ba jutott, az USA-ban a top 40-be. A dal nyolc hétig maradt a top 10-ben a nemzetközi rádiós slágerlistán, melyet 40 ország 150 rádióállomásának játszási adatai alapján állítanak össze. 2005-ben a Sweetbox akkori énekese, Jade Villalon is feldolgozta, Everything’s Gonna Be Alright -Reborn- címmel.
Harris ezután elhagyta a Sweetboxot, és Britney Spearsszel, valamint az NSYNC-kel turnézott. 2003. május 26-án megjelentette egyetlen szólóalbumát Love Makes the World Go Round címmel. Ez stílusban más, poposabb hangzású, mint a Sweetbox album.

## Diszkográfia

### Albumok
- Sweetbox (1998)
- Everything’s Gonna Be Alright (az előző album új kiadása; 1999)
- Love Makes the World Go Round (2003)
- Best of 12" Collection (2006; Tina öt, a Sweetboxszal felvett dalának remixe szerepel rajta)

### Kislemezek
- I’ll Die for You (1997)
- Everything’s Gonna Be Alright (1997)
- Don’t Go Away (1998)
- Sometimes (1998)
- Shout (Let It All Out) (1998)
- U Make My Love Come Down (1999)

## További információ
- Hivatalos oldal
- Hivatalos weboldal